# Accord de libre-échange entre l'Australie et la Thaïlande
L'accord de libre-échange entre l'Australie et la Thaïlande est un accord de libre-échange signé le 5 juillet 2004 et entré en application le 1er janvier 2005. Il supprime à terme la quasi-totalité des droits douaniers entre les deux pays, sauf notamment pour les produits laitiers en poudre. Cela inclut une large partie des produits agricoles. Il comprend également des mesures de réductions des barrières non tarifaires, des mesures phytosanitaires ou sur les marchés publics.